# كدافة (مستباء)

تعديل مصدري - تعديل

كدافة هي إحدى قرى عزلة غرب مستباء بمديرية مستباء التابعة لمحافظة حجة، بلغ تعداد سكانها 2138 نسمة حسب تعداد اليمن لعام 2004.